# St.-Josef-am-Wolfersberg-Kirche (Penzing)
Koordinaten: 48° 12′ 27,4″ N, 16° 14′ 43,5″ O
Die St.-Josef-am-Wolfersberg-Kirche ist eine römisch-katholische Pfarrkirche im 14. Wiener Gemeindebezirk Penzing. Das 1949 eingeweihte Gotteshaus steht unter Denkmalschutz (Listeneintrag).

## Lage und Namensgebung
Die St.-Josef-am-Wolfersberg-Kirche befindet sich in der Anzbachgasse 89 im Wiener Bezirksteil Hütteldorf. Sie ist baulich der Hanglage am Fuß des namensgebenden Wolfersbergs angepasst und steht auf 267 m ü. A. und damit 55 m unterhalb des Gipfels des Wolfersbergs. Unmittelbar westlich des Gebäudes liegt der kleine Franz-Sauer-Park. Am Fuß der Treppe, die neben dem Kirchenbau bis zur Anzbachgasse hinaufführt, befindet sich der Musikzugplatz.
St. Josef bezieht sich auf den heiligen Josef als Namenspatron und Am Wolfersberg gibt den Standort des Kirchengebäudes konkret an.

## Geschichte
Im Ersten Weltkrieg holzte die Wiener Bevölkerung den Baumbestand vom Wolfersberg, vom Bierhäuselberg und anderen Waldflächen ab, um genügend Brennholz zu besitzen. An Stelle der Bäume und Büsche entstand am Wolfersberg eine kleine Schrebergartenanlage, die zum Notwohnen und zum Anpflanzen von Gemüse und Obst diente. In der Zeit nach dem Krieg erhielten die Einwohner Baurechtsverträge und beschlossen, sich eine Kirche für ihre Gottesdienste zu errichten. Das gelang durch den Verkauf ihres hier vorhandenen Schutzhauses an die Stadt Wien. Die Stadtverwaltung verpachtete das Gebäude wiederum an die Siedler, die es ab 1932 unter Leitung von Ignaz Binder zu einem Gottesdienstprovisorium umgestalteten. Prälat Josef Wagner weihte bei Anwesenheit des Wiener Bürgermeisters Richard Schmitz das Haus am 9. Dezember 1934 dem heiligen Josef als Notkirche für die Katholiken.
Danach kauften die Gemeindemitglieder unter Pater Franz Sauer vom Orden der regulierten Tertiaren des heiligen Franziskus aus spanischem Besitz einen nahe gelegenen Pfarrhof hinzu und bauten das Kircheninnere weiter aus. Die Nationalsozialisten beschlagnahmten auch in Österreich häufig ausländisches Eigentum, weshalb Kardinal Theodor Innitzer das Seelsorgegebiet per 1. Oktober 1939 zur Pfarre erhob. Kirchliches Eigentum war vor dem staatlichen Zugriff geschützt. Aber gewaltbereite Kirchengegner verliehen ihrer Wut und Enttäuschung dadurch Ausdruck, dass sie in einer der folgenden Nächte alle Fensterscheiben mit Steinen einschlugen. Die Gemeinde ließ sie ersetzen. – Als zum Ende des Zweiten Weltkriegs die sowjetischen Truppen nach Wien vordrangen, und die Befreiung der Stadt bei der Schlacht um Wien Anfang 1945 entschieden wurde, war auch der Wolfersberg umkämpft; die Notkirche blieb jedoch unbeschädigt.
Die verbliebenen und neu hinzugekommene Gemeindemitglieder veranlassten nach dem Krieg einen weiteren Ausbau ihres Gotteshauses, der von Kardinal Theodor Innitzer am 6. Oktober 1946 geweiht wurde.
Das Restitutionsgesetz unter sowjetischer Besatzung verpflichtete die Kirchengemeinde, den Verkauf des Siedler-Schutzhauses aus dem Jahr 1934 an die Stadt Wien neu zu verhandeln. Die Siedler erhielten daraufhin eine größere Schadenersatzzahlung von der Pfarrei.
Die Kirchengemeinde war nach den Kriegsereignissen enorm gewachsen, so dass die Notkirche trotz Ausbau nicht mehr ausreichte und abgerissen werden sollte. Architekt Ladislaus Hruska erhielt den Auftrag, Pläne für einen Neubau am bisherigen Standort auszuarbeiten. Die Grundsteinlegung erfolgte im Juni 1948, der Kirchbau schritt wegen Material- und Finanzierungsproblemen nur stockend fort, so konnte die neue Kirche erst am 30. Oktober 1949, dem Christkönigsfest, von Kardinal Theodor Innitzer geweiht werden. Die Baudurchführung oblag der Firma Franz Jacob, die Kosten für den Bau beliefen sich am Ende auf 20.000 Schilling.
Einige Jahre später, 1961 entstand ein erstes Pfarrheim.
Im Jahr 1977 veranlasste Pater Sauer den Bau eines eigenen Pfarrzentrums, das unter Leitung des Baumeisters Joarm Siegl entstand. Der darin eingerichtete große Festsaal erhielt schließlich den Namen: P. E. Sauer-Saal, womit die Kirchgemeinde die Verdienste von Pfarrer Sauer um den Aufbau der Pfarre würdigte.
1986 wurden die Kirche  und das Pfarrheim erstmals generalsaniert.

## Architektur

### Außen
Die Hallenkirche ist im Grundbaustil der Moderne ausgeführt, sie besitzt an ihrer nordwestlichen Ecke einen Glockenturm mit rechteckigem Grundriss und queraufsitzendem Dach. Im Turmfuß gibt es einen Seiteneingang von der langen Erschließungstreppe aus. Auffallend groß und im Rundbogenstil sind die Schallluken gestaltet, hinter denen die Glockenstube ausgeführt wurde. Darin befindet sich auch das Uhrwerk einer Turmuhr, mit großen von der Straße aus gut sichtbaren Zifferblattsymbolen (Minuten- und Stundenzeiger sowie Stundenstriche).
Das rechteckige leicht vorgebaute Hauptportal befindet sich in der westlichen Giebelfassade und ist ebenerdig. Darüber ist eine große Kreuzigungsgruppe angebracht, die nach einem Entwurf von Ladislaus Hruska, dem Architekten der Kirche, gestaltet wurde.
Das Kirchenschiff ist mit einem Pultdach abgeschlossen. Auf dem First des Kirchenraumes weist ein hohes Kreuz auf die christliche Nutzung des Hauses hin, ebenso ein noch größeres Kreuz mit symbolischem Sonnenkranz auf der Mitte des Turmdaches.
Alle Fassadenteile des Gotteshauses sind mit beige-grauem Putz versehen.

### Innen

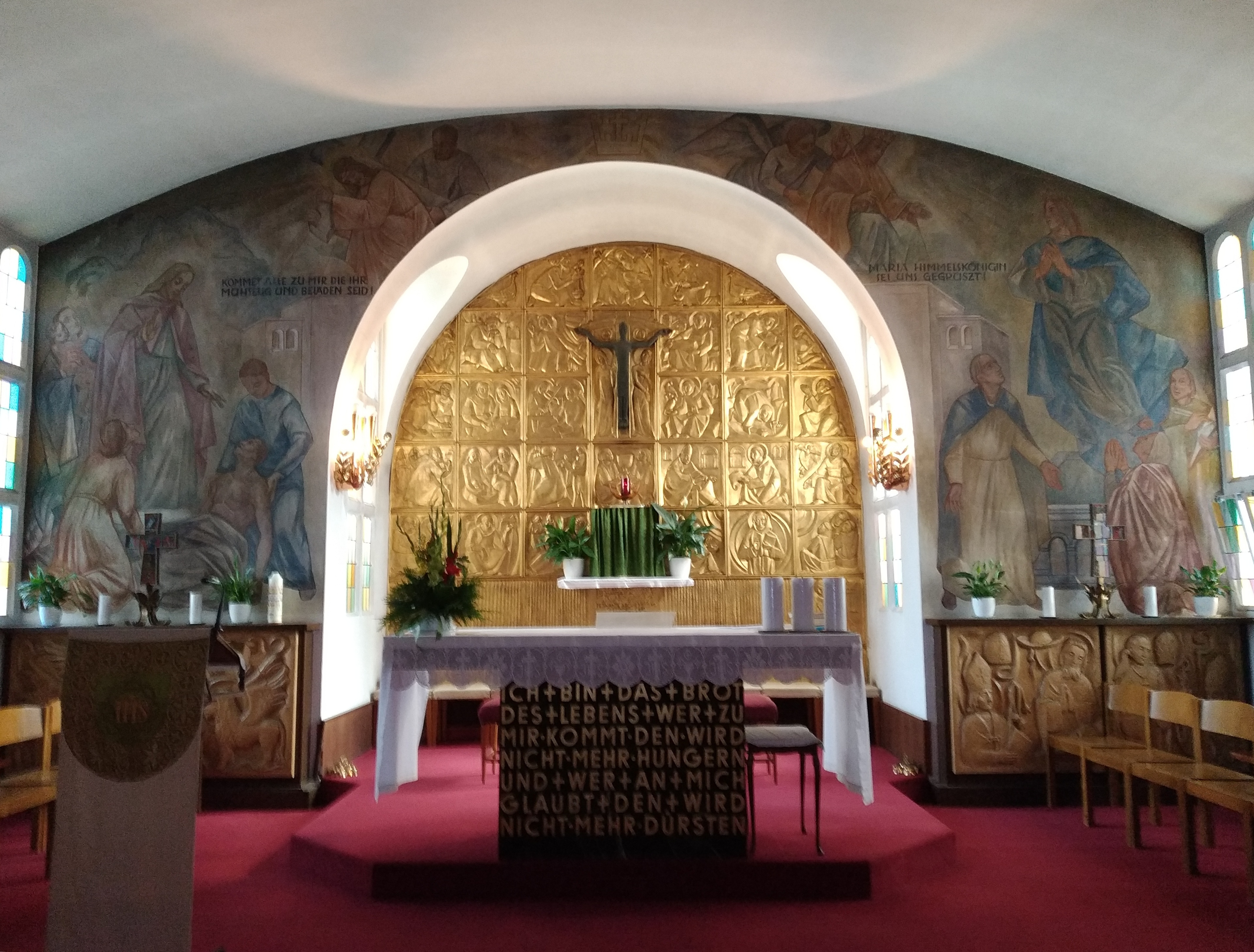
Blick zur Altarseite

Der Innenraum ist rechteckig und schließt im Süden mit einem Chor ab.
An der Westseite der Kirche sind drei Kapellen angegliedert. Die Taufkapelle weist ein Glasmosaik von Josef Papst auf, das die Taufe Jesu darstellt.

## Ausstattung

### Altarraum
Die Altarwand, die auf 29 quadratischen vergoldeten Relieffeldern das Leben des heiligen Josef (links) bzw. des heiligen Franz von Assisi (rechts) darstellt, wurde von Heinrich Tahedl und Franz Pöhacker entworfen und ausgeführt. Sie füllt als flacher Rundbogen die gesamte hintere Wand des Chorraumes aus.
Die Josef-Reliefs stellen in Ausschnitten den heiligen Josef und seine Familie dar, einige werden hier detailliert beschrieben: 
Zunächst ist der Kirchenpatron als Tagträumer zusehen, er sitzt barfuß in einem kleinen Raum mit Balkendecke. Er ist mit einer langen Kutte bekleidet und in einem Nebenraum ist durch ein geöffnetes Fenster ein Engel zu sehen, der Josef seinen göttlichen Auftrag übermittelt, sich um Maria und das Jesuskind zu kümmern. Das folgende Relief zeigt die Heilige Familie bei der Geburt Jesu, der noch im Schoß seiner Mutter liegt. Auch hier ist Josef barfuß und er betet. Die anschließende Flucht nach Ägypten ist auf dem nächsten Relief dargestellt. Josef führt einen Esel, auf dem Maria mit dem Kind sitzt. Das letzte Kunstwerk zeigt das gewachsene Jesuskind mit Josef, die entweder gemeinsam ein Buch anschauen oder Josef unterrichtet das Kind sogar.
Mittig vor zwei quadratischen Reliefs hängt ein dunkles Kruzifix.
Darunter steht die ehemalige Kommunionbank, an der weitere von Karl Steiner gestaltete Reliefs zu sehen sind.
Auf einer zum Kirchenhauptschiff vorgezogenen kleinen Empore vor dem Triumphbogen ist der flache Altartisch platziert. Das Altartuch zeigt symbolhaft den heiligen Geist. Der Boden des Chorraumes ist mit rotem samtartigem Belag versehen.

### Kirchenschiff
Beiderseits vom Triumphbogen ist je eine überlebensgroße Bibelszene als Fresko dargestellt. Tahedl schuf außerdem mehrere Fresken an der südlichen Gebäudewand.

### Fenster, Gestühl und Weiteres

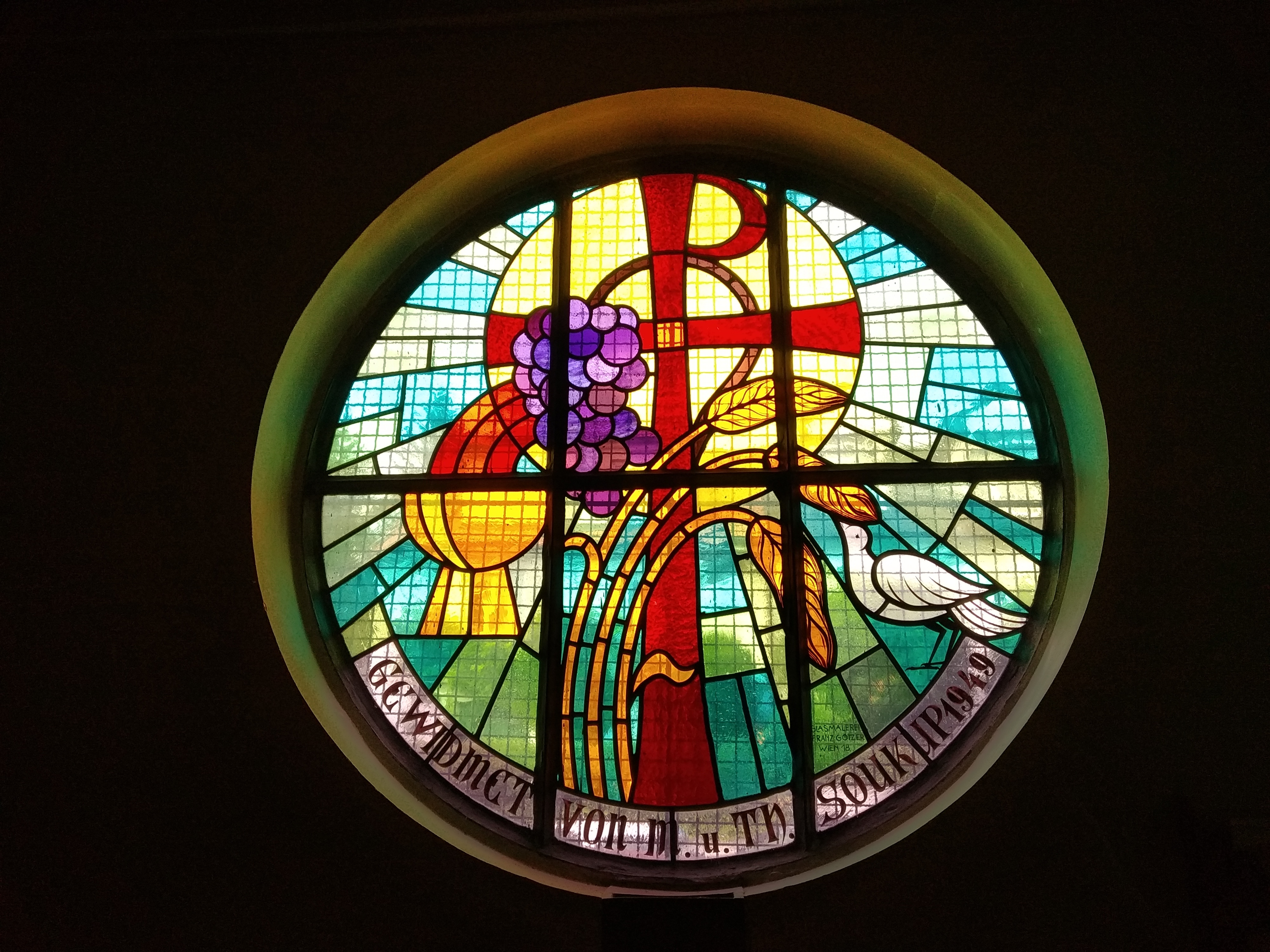
Nördliches Fenster neben dem Portal

Die nördlichen und südlichen Kirchenfenster im Hauptraum sind unbunt, hochformatig und halbrund. Im Chorraum gibt es an beiden Seiten ein dreifaches rechteckiges Fensterband mit Sprossen gegliedert. Die untersten und die mittleren Fenster sind jeweils leicht farbig getönt (grünlich, gelblich). – Je ein Fenster neben dem Hauptportal ist rund, mit symbolischen christlichen und ländlichen Motiven geschmückt und verweist auf den jeweiligen Stifter.
Zehn hölzerne Bankreihen beiderseits eines Mittelganges und einige an der Wand aufgestellte Bänke bieten Platz für mehr als 200 Kirchgänger.
In einer abgetrennten Taufkapelle steht ein mehreckiges steinernes Taufbecken.

## Orgel
Die Orgel aus dem Jahr 1956 stammt von Johann M. Kauffmann. Sie ist auf der steinernen Westempore installiert, die sich auf zwei Säulen stützt.

## Glocken
Im Kirchturm hängt ein Geläut aus drei Kirchenglocken, die in der Wiener Gießerei Josef Pfundner entstanden. Weil zur Vorfinanzierung des Glockengusses während des Kirchbaus das Geld fehlte, begaben sich drei Frauen aus der Gemeinde mit einem Kinderwagen auf Betteltour. Es gelang ihnen, die für den Einbau der Glocken und des Läutewerks erforderliche Summe von 5.000 Schilling als Spende zusammenzubekommen. So konnten die Glocken rechtzeitig vor der Kirchweihe bereitgestellt werden. Die größte Glocke besteht aus Glockenbronze, die beiden anderen aus einer Sonderlegierung mit reduziertem Zinnanteil, weil Zinn schwer zu beschaffen war. Die Glockenweihe erfolgte am Tage der Kirchweihe, am 3. Oktober 1949 aber am Nachmittag durch Prälat Wagner.

## Gemeindearbeit, Seelsorge und sonstiges
Die Gemeinde organisiert für ihre Mitglieder Wallfahrten, Prozessionen, Seniorenausflüge, Familien- und Sternsingermessen, auch Vorträge und Workshops. Außerdem beteiligt sie sich unter anderem an der Langen Nacht der Kirchen in Wien
Alle zwei Monate wird ein Pfarrbrief herausgegeben.
Pfarrer und weitere Geistliche (Auswahl)
- 1932–1934: Kaplan Thomas Huber
- 1936–1950: Pater Franz(iskus) Sauer (gestorben 1981) und Pater Paul Michalke
- 1946: zusätzlich Kaplan Franz Ledermüller und Kaplan Anton Mayer
- 1948–1949: Kaplan Johann Nebenführ
- 1949: Bruder Bonifaz Niederhaus
- 1951– : zusätzlich Pater Karl Kühne
- um 1950–1953: Pater Marius Seifert
- 1952: Kaplan Günther Gradisch
- um 1955: Emmerich Kovac
- 1961: Salvador Cabot
- ab 1975: Diakon Walter Janda und Diakonin Maria Janda
- 1984, 1. Dez.: Louis Kakkanat und Kaplan Pater Cosmas Karipatt
- in den 2020er Jahren:

Im Pfarrgarten steht eine schlichte hohe Steinsäule vor einer bunten flachen Mosaikwand, gestaltet von Kurt Ohnsorg und Heinrich Tahedl und entstanden 1969. Die übereinander gefädelten abgerundeten Steinplatten tragen den Titel Bewegungsrhythmus, die Mosaikwand heißt Organische Struktur.